# Gereformeerde kerk (Onderdendam)
De Gereformeerde kerk van Onderdendam is een kerkgebouw ontworpen door architect Albert Wiersema uit 1932. Het staat aan de Bedumerweg en is gebouwd in de stijl van de Groninger variant van de Amsterdamse School. De kerk verving een te krap geworden gebouw waarin de gereformeerden te Onderdendam sinds 1914 hadden gekerkt.
De bakstenen zaalkerk en de grote aanbouw aan de achterzijde hebben een zadeldak van blauwzwarte dakpannen. Aan beide kanten bevindt zich een tweezijdige uitbouw met plat dak. In de kerkramen is gekleurd glas in lood aangebracht. De hoge kerktoren staat in het midden van de symmetrische kerk en heeft een gebogen "mijtervormig" zadeldak met koperen bedekking. Het ingangsportaal in de voet van de toren heeft een halfronde dubbele deur met bakstenen decoraties in Amsterdamse School-stijl. De entree is in de jaren tachtig verplaatst naar de noordgevel. Er kwamen toen een vergaderruimte en rouwkamer bij. 
De kerkzaal wordt overkapt door een betimmerd paraboolgewelf. Het houten kerkmeubilair, waaiervormig opgesteld, is ontworpen in Amsterdamse School-stijl. Het orgel van Valckx & Van Kouteren uit 1936 is niet bij de rijksmonumentale status inbegrepen, maar wel de ook door Wiersema ontworpen pastorie en de omheining van de kerk. 
Sinds de kerkenfusie van 2004 gebruikt de Protestantse Kerk in Nederland de voormalige Hervormde kerk als godshuis. De Gereformeerde kerk is niet meer voor reguliere kerkdiensten in gebruik en is in september 2015 overgedragen aan de Stichting Oude Groninger Kerken.